# Jonas Basanavičius

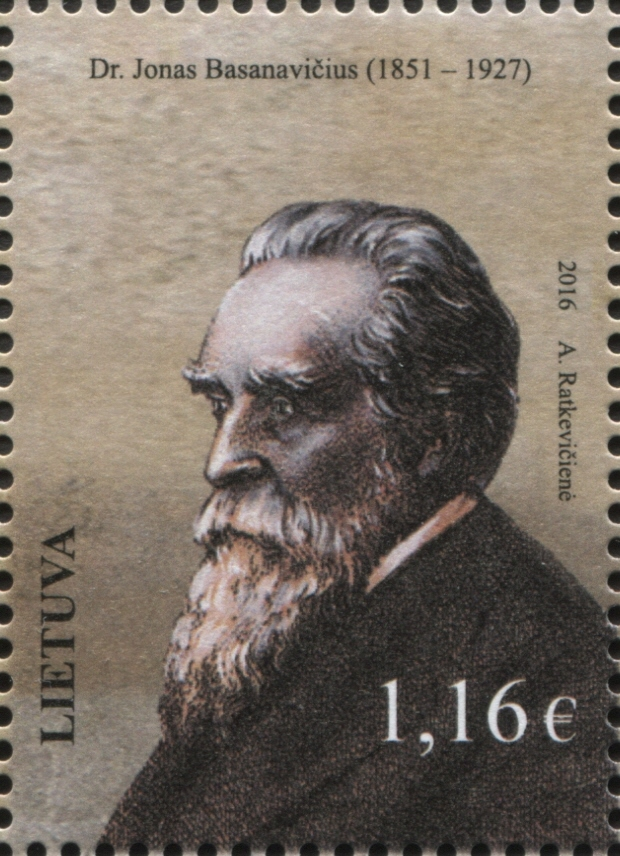
Selo lituano de 2016 em homenagem a Jonas Basanavičius

Jonas Basanavičius (Ožkabaliai, 23 de novembro de 1851 – Vilnius, 16 de fevereiro de 1927) foi um ativista e proponente do movimento Ressurgimento Nacional Lituano, fundador do primeiro jornal em língua lituana, o Auszra. Ele foi um dos iniciadores e o Presidente do Comitê Organizador do Congresso dos Lituanos de 1905, o Grande Seimas de Vilnius. Ele foi o fundador e presidente da Sociedade de Ciência da Lituânia (1907).
Como membro do Conselho da Lituânia, foi um dos signatários da Declaração de Independência da Lituânia de 16 de fevereiro de 1918. A Jonas Basanavičius é frequentemente dado o título informal único honorífico de "Patriarca da Nação" (em lituano:  tautos patriarchas) por seus méritos ao estado lituano.